# Askanischer Platz
Askanischer Platz är ett torg i centrala Berlin, beläget i nordvästra delen av stadsdelen Kreuzberg där Stresemannstrasse korsar Anhalter Strasse. 
Stadsporten Anhalter Tor togs upp i Berlins tullmur här år 1841, då man anlade järnvägsstationen Anhalter Bahnhof. År 1844 gavs den öppna platsen framför järnvägsstationen namnet Askanischer Platz, efter huset Askanien, det furstehus från Anhalt som grundade markgrevskapet Brandenburg och regerade området vid tiden för Berlins grundande. Gatorna utanför porten gavs också gatunamn med anknytning till städer i Anhalt, som Dessauer Strasse, Bernburger Strasse och Köthener Strasse. När tullmuren revs 1867 fick torget sin huvudsakliga nuvarande utformning. 
Kvarteren omkring Askanischer Platz och Stresemannstrasse var från början ett eftertraktat område, genom närheten till den starkt trafikerade Anhalter Bahnhof. I närheten av Schöneberger Strasse 33 (idag 19), där Siemens & Halske AG grundades, byggde företaget under åren 1899–1901 sitt huvudkontor och planeringsavdelningarna på Askanischer Platz 3, efter ritningar av Karl Janisch. Efter att Siemens flyttat sitt huvudkontor till nuvarande Siemensstadt i Spandau, köpte 1912 Accumulatoren-Fabrik AG huset som säte för koncernledningen. På taket installerades senare en stor ljusskylt med texten "Varta Starter-Batterie – Pertrix Licht-Batterie".
Mittemot järnvägsstationen började man 1926 uppföra Europahaus och Deutschlandhaus, ritade av arkitekterna Richard Bielenberg, Josef Moser och Otto Firle. I Europahauskomplexet inrymdes under 1930-talet en danslokal, festlokaler, kafeer, ölhallen Augustiner-Keller, en palmrestaurang och biografen Europa-Palast, med 2000 sittplatser.

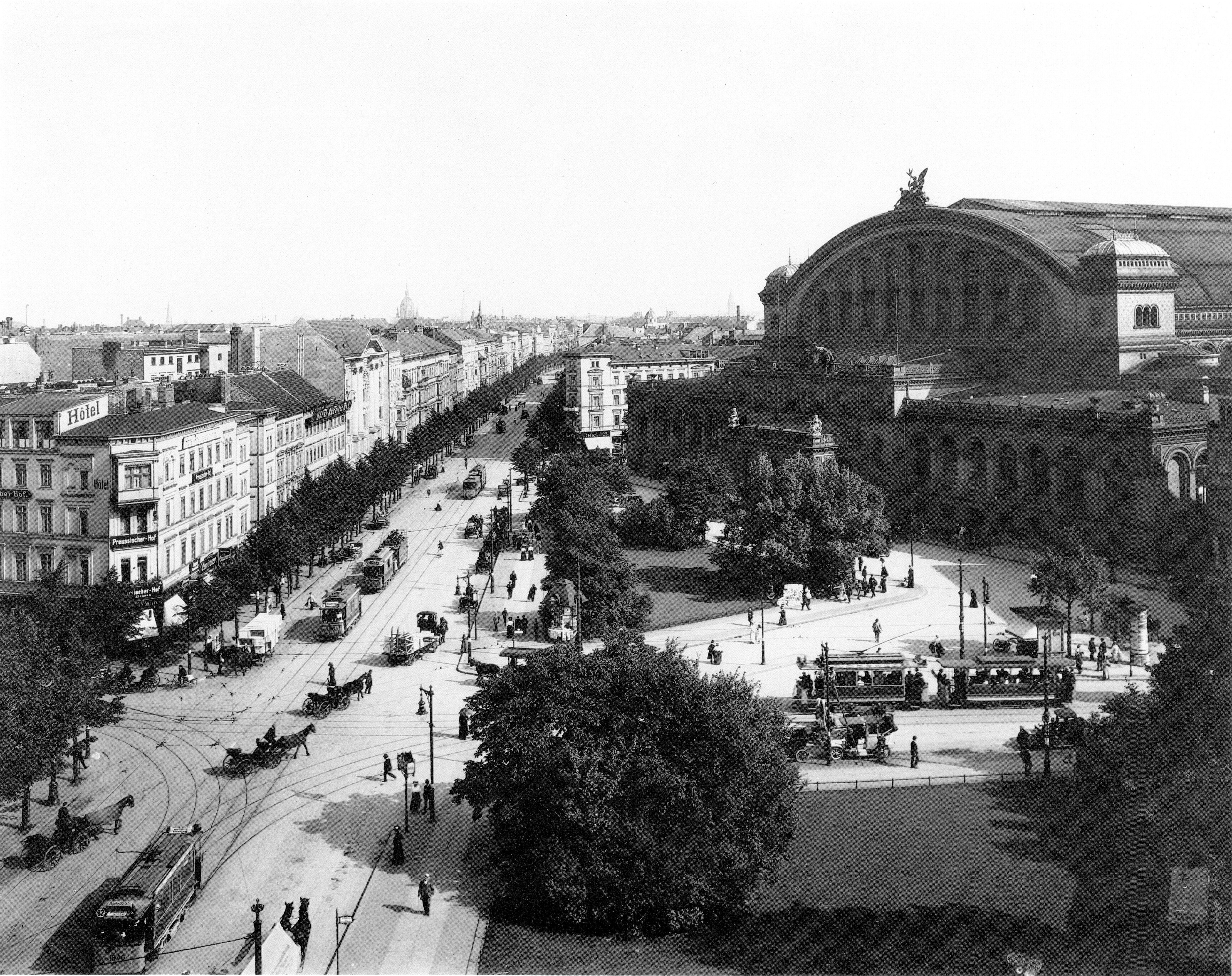
Askanischer Platz och Anhalter Bahnhof omkring 1910, vy söderut.

Den dominerande byggnaden vid torget var den nya Anhalter Bahnhofs stationsbyggnad vid Askanischer Platz 6/7, invigd 1880. Byggnaden skadades svårt i andra världskriget och revs under åren 1959–1960. Den väggdel omkring huvudingången som inte förstördes vid sprängningen 1959, "Neues Anhalter Tor", lämnades efter omfattande lokala protester kvar som ruin och är idag kulturminnesmärkt. 
Det rikt utsmyckade kontorshuset Askanischer Platz 3 var efter kriget nästan fullständigt förstört och byggdes efter kriget upp i starkt förenklad modern stil. I oktober 2009 blev huset säte för tidningen Der Tagesspiegels redaktion, tillhörande Holtzbrinck-förlaget. Tillsammans med andra nybyggen har platsen idag en stramt modern prägel.
Evenemangsarenan Tempodrom på det tidigare stationsområdet färdigställdes 2002, och bidrog till ett uppsving för området under början av 2000-talet. Flera hotell har byggts i närområdet, och flera statliga myndigheter har också förlagt sina kontor till kvarteren omkring Askanischer Platz.